# Philipp Biedert

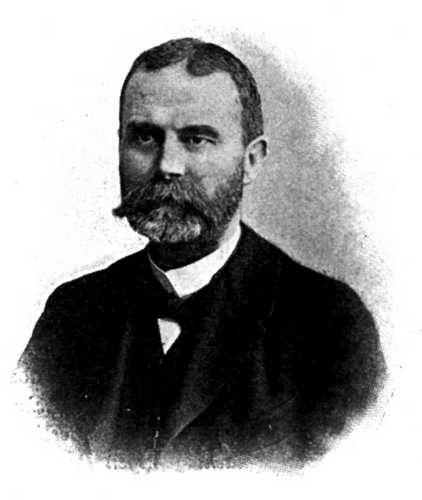
Philipp Biedert, Pionier der Kinderheilkunde in Deutschland

Philipp Biedert (* 25. November 1847 in Niederflörsheim; † 20. September 1916 in Hagenau im Elsass) war ein deutscher Kinderarzt und Professor.

## Leben
Biedert studierte Medizin in Gießen, Würzburg und Wien. Ab 1865 war er Mitglied des Corps Hassia.
Nach dem Studium war er zunächst als Volontär bei Alexander Pagenstecher in dessen Augenklinik in Wiesbaden tätig. Schon im Thema seiner Dissertation Untersuchungen in dem chemischen Unterschiede der Menschen- und Kuhmilch 1869 ließ er sein Interesse für die Säuglingsernährung erkennen. Am Krieg 1870/71 nahm er als freiwilliger Arzt teil und ließ sich anschließend als Militärarzt in Worms nieder. Hier setzte er unter anderen seine Untersuchungen zur Milch als Kinderernährung fort. 1877 wechselte er als Oberarzt an das Bürgerspital in Hagenau im Elsass, wo er im Jahr darauf als Kreisarzt, von 1889 an mit dem Titel Sanitätsrat und ab 1895 mit dem Titel Professor tätig war. 1883 war er Gründungs- und Vorstandsmitglied der Deutschen Gesellschaft für Kinderheilkunde – bis heute die wissenschaftliche Fachgesellschaft der deutschen Kinderärzte.  Er schuf das Standardwerk Das Kind, seine körperliche und geistige Pflege von der Geburt bis zur Reife und war Erfinder des Biedertschen Rahmgemenges. Für seine Tätigkeiten, die ihm die Ehrenbezeichnung „Vater der Kinderheilkunde“ einbrachten, erhielt er zahlreiche Auszeichnungen; unter anderem wurde er Kaiserlicher Geheimer Obermedizinalrat und erhielt eine Gedenktafel in Worms.

## Biedertsches Rahmgemenge
Kindern, welche Kuhmilch als Ersatz für Muttermilch schlecht vertrugen, gab man das nach Biedert benannte Biedertsche Rahmgemenge, zu dessen Herstellung man von frischer Milch nach zweistündigem Stehen an einem kühlen Ort etwa 1/16 vorsichtig abschöpfte, mit abgekochtem Wasser mischte, aufkochte und schließlich mit etwas Milchzucker und mit allmählich steigenden Quantitäten reiner Milch versetzte. Es war eine der ersten Babyfertignahrungen auf dem Markt.

## Werke
- Die Versuchsanstalt f. Ernährung, eine wissenschaftl., staatliche und humanitäre Notwendigkeit (München 1899)
- Die Kindersterblichkeit und die sozialökonomischen Verhältnisse (Stuttgart 1897)
- Lehrbuch der Kinderkrankheiten (neue Bearbeitung des Vogel'schen Lehrbuchs in 8. Aufl. 1887; 11. Aufl. 1894)
- Diätetik und Kochbuch für Magen- und Darmkranke (zus. mit seinem Assistent Langermann, Stuttgart 1895)
- Die Reinkulturen im Reichsgesundheitsamt  (Berlin 1884)
- Chronische Pneumonie, Phthise und miliare Tuberkulose (zus. mit Sigel, Virchow's Arch. XCVIII 1884)
- Die Kindernahrung im Säuglingsalter, (Stuttgart 1880, 4. Aufl. 1900)